# Sortpigget tudse
Sortpigget tudse (Duttaphrynus melanostictus) er en art tudse der er vidt udbredt i Syd- og Sydøstasien. Arten bliver omkring 20 cm lang. Sortpigget tudse yngler under monsunen, og deres haletudser er sorte. Unge tudser kan ses i stort antal efter monsunregnen slutter.

## Beskrivelse
Den øverste del af hovedet har flere knoglerygge, langs kanten af snuden, foran øjet, over øjet, bag øjet, og en kort mellem øje og øre. Snuden er kort og stump, og mellemrummet mellem øjnene er bredere end det øvre øjenlåg. Trommehinden er meget tydelig og er mindst lige så bred som to tredjedele af øjets diameter. Den første finger er ofte længere end den anden, og tæerne er mindst halvt dækket af svømmehud. Der er et vortet fremspring lige under leddet mellem lår og underben, og to mindre på underbenet. Der er ingen hudfold langs underbenet. Knæet når trommehinden eller øjet, når bagbenet holdes parallelt langs siden af kroppen. Ryggen er dækket af tornede vorter. Parotoidkirtlerne er fremtrædende, nyreformede eller elliptiske og aflange og udskiller mælkehvidt bufotoxin. Ryggen er gullig eller brunlig, og rygsøjlen og kammene er sorte. Undersiden er umærket eller plettet. Hannerne har en lydblære under struben og sorte puder på de indre fingre, der hjælper med at holde hunnen under parringen.

## Økologi og adfærd
Sortpigget tudse yngler i stille og langsomt strømmende vandløb og midlertidige og permanente søer og vandhuller. Voksne tudser er terrestriske og kan findes under bunddække som f.eks. sten, bladaffald og træstammer, og de er også tilknyttet menneskelige boliger. Haletudserne findes i stillestående og langsomt bevægende vandområder. De ses ofte om natten under gadelygter, især når vingede termitter sværmer. De lever af en lang række hvirvelløse dyr, herunder skorpioner.
Parringen foregår ved at en hun som er klar til at lægge æg springer i vandet, hvorefter hannerne skynder sig efter hende. Den hurtigste han sætter sig på ryggen af hunnen og holder fast i hunnens armhuler. Hannen kan blive siddende i flere dage mens den venter på at hunnen lægger æg. Den vil så befrugte æggene når de bliver lagt. Det sker ofte at en han kommer til at sætte sig på en anden han. Så vil hannen som han har sat sig på, signalere fejlen ved at kvække højlydt.

## Udbredelse og levested
Sortpigget tudse er almindelige fra det nordlige Pakistan gennem Nepal, Bangladesh, Indien, inklusive Andamanerne og Nicobarerne, Sri Lanka, Myanmar, Thailand, Laos, Vietnam, Cambodja, det sydlige Kina, Taiwan, Hong Kong og Macau til Malaysia, Singapore og Indonesiske øer Sumatra, Java, Borneo, Anamba- og Natunaøerne. De findes fra havniveau op til 1.800 m's højde og lever for det meste i forstyrrede lavlandshabitater, fra øvre strande og flodbredder til menneskedominerede landbrugs- og byområder. De er sjældent i lukkede skove.

## Introduktioner

### Madagaskar
Sortpigget tudse kom til Madagaskar i 2011 til havnen i Toamasina, og blev i 2014 fundet i et 100 km2 stort område omkring byen.
Siden dens opdagelse på østkysten frygtes det at hvis sortpigget tudse ikke udryddes fra Madagaskar, og der ikke udvikles stærkere karantæner for at forhindre geninvasion, kan den have lignende virkninger som agatudse har haft i Australien. Fordi – ligesom i Australien – Madagaskars hjemmehørende rovdyr har været isoleret fra tudser siden jura, menes de at mangle modstandsdygtighed over for tudsetoksiner, som det  findes i varanfamilien og slanger som jager sortpigget tudse i dens naturlige udbredelsesområde.

### Wallacea og Vestpapua
Sortpigget tudse er indført på de indonesiske øer Bali i 1958, Sulawesi i 1974, derefter til Ambon, Lombok, Sumba, Sumbawa, Timor og indonesiske del af Ny Guinea ved Manokwari på Vogelkop-halvøen. Arten er nu almindelig ved Sentani i den østlige Papua-provins. Fraværet af modstandsdygtighed over for tudsetoksiner hos indfødte slanger og medlemmer af varanfamilen betyder, at disse arter kan lide alvorlig tilbagegang fra den utilsigtede spredning af sortpigget tudse, og den i øjeblikket næsten truede pungmårart Dasyurus albopunctatus er også næsten sikker blive yderligere påvirket i den lavereliggende del af dens udbredelsesområde.

### Australien
Sortpigget tudse er fundet i Australien mindst fire gange siden 2000. Den seneste indtrængen, i 2015, var i en forstad til Sydney.
Sortpigget tudse er beskrevet som en af Australiens "10 mest uønskede" arter og "potentielt mere skadelig end agatudsen". Det kan forårsage alvorlige økologiske problemer på grund af "konkurrence med hjemmehørende arter, dets potentiale til at sprede eksotiske parasitter og patogener og dets giftighed". Ligesom agatudse udskiller sortpigget tudse giftstoffer fra kirtler på ryggen for at afskrække rovdyr. Disse toksiner vil uden rimelig tvivl kunne påvirke indfødte rovdyr, såsom slanger, varaner  og pungmårer. alvorligt.
Den seneste hyppighed af indtrængen tyder på en høj sandsynlighed for etablering i Australien. Så eksperter opfordrer den australske regering til at udvikle en "højprioriteret beredskabsplan", der inkluderer stærkere miljøkarantæne- og overvågningsstrategier.